# Michel Gardère
Pour les articles homonymes, voir Gardère.
Pour l’article ayant un titre homophone, voir Gardères.
Michel Gardère, né le 26 avril 1947 à Moncrabeau (Lot-et-Garonne), est un journaliste, écrivain et éditeur français.

## Biographie
Le village gascon, Moncrabeau, où Michel Gardère est né, influença beaucoup sa vie et sa carrière. Cette bourgade est la capitale des menteurs avec une académie des Menteurs. Institution drolatique, cette association prône l’humour que l’écrivain met sans cesse en exergue de chacun de ses ouvrages, même les plus sérieux. Il dit toujours que deux maîtres lui ont donné le goût de l’écriture : Odile Bétoulière, son institutrice et Yvan Pouget son professeur de français au lycée de Nérac (Lot-et-Garonne).
En tant que journaliste, il collabore à divers organes de presse écrite régionale (le Petit Bleu de l’Agenais) et nationale (L’Événement du Jeudi, Marianne, Le Point, France Soir) mais aussi à la radio (Sud-Radio, RMC) et à la télévision (TMC). Journaliste d’investigation, ses thèmes de prédilection sont aujourd’hui la gastronomie, la Gascogne, le rugby, qu’il célèbre dans une langue truculente et imagée. En 1993, il effectue à pied le pèlerinage de Saint-Jacques de Compostelle depuis Paris. Il tire de son journal de route une série de reportages publiés dans Le Petit Bleu, et dans L’Événement du jeudi, avant d’être publiés en livre aux éditions Loubatières à Toulouse, sous le titre Ultréïa ! le printemps des pierres. Suivent divers ouvrages documentaires sur la gastronomie, le Sud-Ouest et ses nombreuses spécialités. Depuis 2009, il écrit des romans policiers avec comme héros un curé de campagne gascon et gastronome ou un commissaire atypique qui exerce ses talents à Arcachon et autour du Bassin. En 2011, il revient à une enquête journalistique sur la « femme sauvage du Vicdessos » en Ariège (La femme sauvage) devenu un téléfilm pour France 3 l’année suivante.

## Publications
- Ultréïa ! Le printemps des pierres, préface de Jean-François Kahn, Toulouse, Loubatières, 1993
- Abdelatif Benazzi, l’homme aux trois patries, Paris, La Table ronde, 1995
- Rituels cathares, Paris, La Table ronde, 1996
- Le guide Gallimard du Gers (Collectif) Gallimard 1998
- Le guide Gallimard du Lot-et-Garonne (Collectif) Gallimard 1999
- Le Lot-et-Garonne de l’an mil à 2050. Fayard 2000
- Le guide des vins du Sud-Ouest. Edito 2001
- Dico 47, Le dictionnaire de Lot-et-Garonne. Edito. 2001
- Gascogne au cœur, photographies de Jean-Bernard Laffitte, Toulouse, Loubatières, 2002
- Le Guide du val de Baïse. Edito. 2002
- Palombes, alouettes, ortolans & Cie, automnales…, Toulouse, Loubatières, 2003
- Les Pourquoi de la corrida (avec Marcel Garzelli, Jean-Luc Mano, Jean-Louis Normandin, photographies François Bruschet), Cairn, 2008
- Ravigote, arsenic et vieilles soutanes, Éditions Agnès Viénot, 2009
- Crime, Amour, Garbure et Cie, Éditions Agnès Viénot, 2011
- La femme sauvage, Presses de la Cité, 2011
- Lot-et-Garonne au cœur. Jean-François Poncet. Edito. 2011
- Mille milliards de pas, avec Anne-Charlotte Delangle, Presses de la Cité, 2012
- Les mystères de Lot-et-Garonne, avec Anne-Charlotte Delangle, De Borée, 2012
- L'insoumise de l'Estérel (Nanette Escartefigue), Presses de la Cité (Collection Terres de France), 2013
- Les mains Fertiles (avec Annie Gardère- photos) Edito 2013
- Petit dictionnaire historique, insolite et curieux des vins de Buzet. Edito. 2014
- Le tueur du bassin. Edito 2015
- Philippe Belly : Du pétrin au palace. Edito 2015
- Cent et quelques histoires pour Agen et l’Agenais. Edito 2015
- Massacre sur l'île aux oiseaux . Edito 2016
- Un assassin sur la dune . Edito 2017
- Le tueur des Chartrons . Edito 2018